# Hiệp ước Schönbrunn

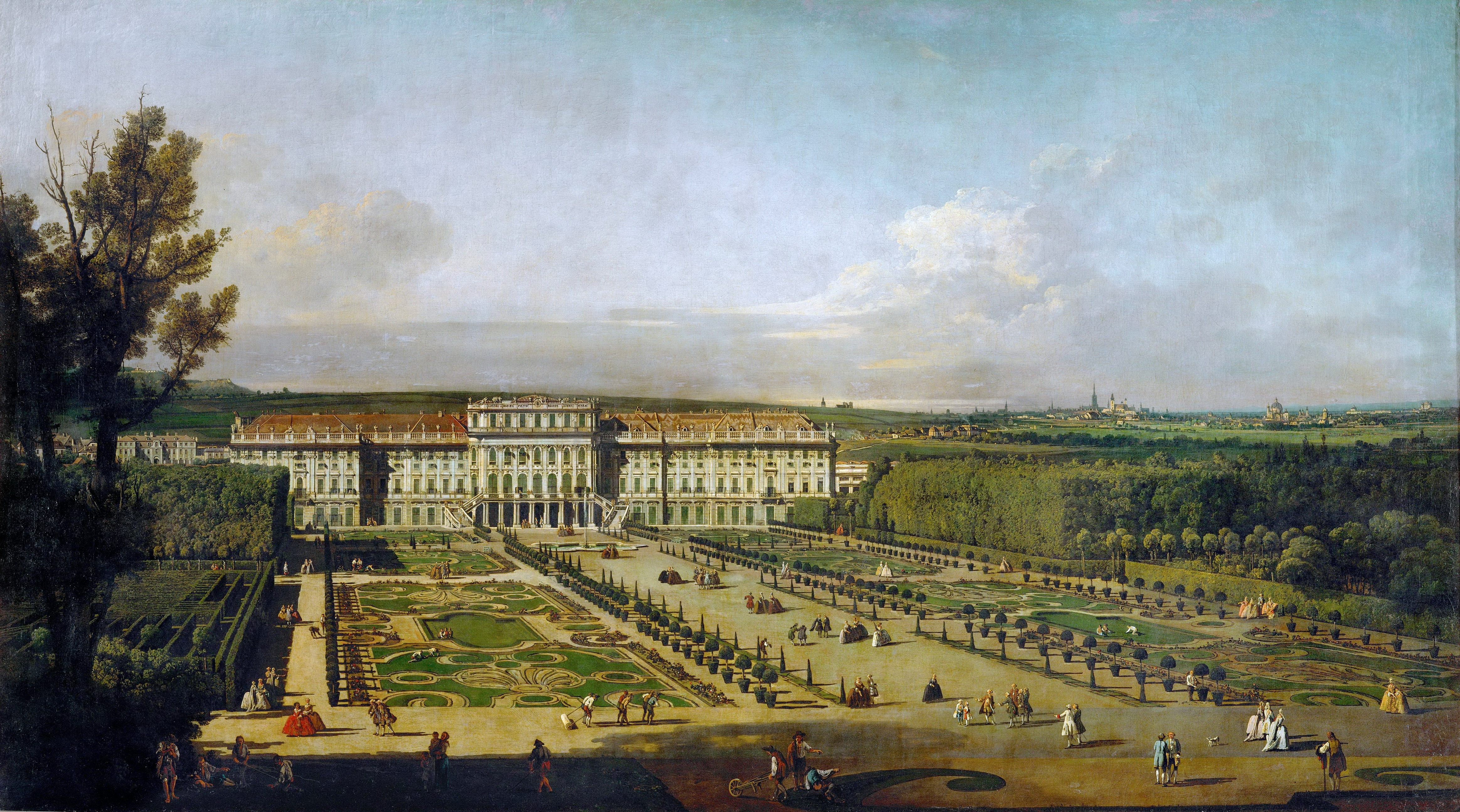
Cung điện Schönbrunn và các khu vườn, tranh của Bernardo Bellotto (1758/61)

Hiệp ước Schönbrunn (tiếng Pháp: Traité de Schönbrunn; tiếng Đức: Friede von Schönbrunn; tiếng Anh: Treaty of Schönbrunn), đôi khi được gọi là Hòa ước Schönbrunn hoặc Hiệp ước Viên, được ký kết giữa Đệ Nhất Đế chế Pháp và Đế quốc Áo tại Cung điện Schönbrunn gần Viên vào ngày 14 tháng 10 năm 1809. Hiệp ước chấm dứt Liên minh thứ năm trong Chiến tranh Napoléon, sau khi Áo bị đánh bại trong Trận Wagram quyết định vào ngày 5–6 tháng 7.

## Khúc dạo đầu
Trong Chiến tranh Bán đảo và cuộc kháng chiến của người Tây Ban Nha chống lại Hoàng đế Napoléon, Đế chế Áo đã cố gắng đảo ngược Hòa ước Pressburg năm 1805, bằng cách châm ngòi cho các cuộc nổi dậy của các dân tộc ở những vùng lãnh thổ do Pháp chiếm đóng ở Trung Âu (đáng chú ý nhất là Cuộc nổi dậy của người Tyrolean chống lại các đồng minh Bayern của Napoléon).
Những nỗ lực này cuối cùng đã thất bại, sau khi lực lượng Pháp chiếm đóng Kinh thành Viên của Áo vào tháng 5 năm 1809. Quân Áo dưới sự chỉ huy của Đại công tước Karl đã có thể đẩy lùi họ trong Trận Aspern-Essling vào ngày 21-22 tháng 5; tuy nhiên, Napoléon đã rút quân và tiêu diệt quân đội của Karl tại Wagram vài tuần sau đó. Đại công tước đã phải ký Hiệp định đình chiến Znaim vào ngày 12 tháng 7. Vào tháng 10, Bộ trưởng Ngoại giao Áo Johann Philipp Stadion được thay thế bởi Hoàng thân Klemens von Metternich.